# Finále NBA
Finále NBA je vyvrcholením průběhu sezóny v severoamerické basketbalové soutěži National Basketball Association, ve kterém se utkávají vítězové play-off ze západní a východní konference této soutěže.
Finále je hráno již od roku 1947 (v té době se ještě dnešní NBA jmenovala Basketball Association of America (BAA)) na čtyři vítězné zápasy. Představiteli NBA a americkými médii je někdy finále NBA označováno jako „Světový šampionát“ (World Championship).
Vítěz finále získává do trvalého držení Pohár Larryho O'Briena (Larry O'Brien Championship Trophy).

## Historie finále NBA
Následující tabulka zachycuje rok po roce výsledek finále NBA. S ohledem na přejmenovávání a stěhování klubů se v některých případech jméno týmu v tabulce liší od jména článku, na který vede odkaz - nejedná se o chybu.
| Rok  | Vítěz Západní konference | Zápasy | Vítěz Východní konference |
| ---- | ------------------------ | ------ | ------------------------- |
| 1947 | Chicago Stags            | 1:4    | Philadelphia Warriors     |
| 1948 | Baltimore Bullets1       | 4:2    | Philadelphia Warriors     |
| 1949 | Minneapolis Lakers       | 4:2    | Washington Capitols       |
| 1950 | Minneapolis Lakers       | 4:2    | Syracuse Nationals        |
| 1951 | Rochester Royals         | 4:3    | New York Knicks           |
| 1952 | Minneapolis Lakers       | 4:3    | New York Knicks           |
| 1953 | Minneapolis Lakers       | 4:1    | New York Knicks           |
| 1954 | Minneapolis Lakers       | 4:3    | Syracuse Nationals        |
| 1955 | Fort Wayne Pistons       | 3:4    | Syracuse Nationals        |
| 1956 | Fort Wayne Pistons       | 1:4    | Philadelphia Warriors     |
| 1957 | St. Louis Hawks          | 3:4    | Boston Celtics            |
| 1958 | St. Louis Hawks          | 4:2    | Boston Celtics            |
| 1959 | Minneapolis Lakers       | 0:4    | Boston Celtics            |
| 1960 | St. Louis Hawks          | 3:4    | Boston Celtics            |
| 1961 | St. Louis Hawks          | 1:4    | Boston Celtics            |
| 1962 | Los Angeles Lakers       | 3:4    | Boston Celtics            |
| 1963 | Los Angeles Lakers       | 2:4    | Boston Celtics            |
| 1964 | San Francisco Warriors   | 1:4    | Boston Celtics            |
| 1965 | Los Angeles Lakers       | 1:4    | Boston Celtics            |
| 1966 | Los Angeles Lakers       | 3:4    | Boston Celtics            |
| 1967 | San Francisco Warriors   | 2:4    | Philadelphia 76ers        |
| 1968 | Los Angeles Lakers       | 2:4    | Boston Celtics            |
| 1969 | Los Angeles Lakers       | 3:4    | Boston Celtics            |
| 1970 | Los Angeles Lakers       | 3:4    | New York Knicks           |
| 1971 | Milwaukee Bucks          | 4:0    | Baltimore Bullets         |
| 1972 | Los Angeles Lakers       | 4:1    | New York Knicks           |
| 1973 | Los Angeles Lakers       | 1:4    | New York Knicks           |
| 1974 | Milwaukee Bucks          | 3:4    | Boston Celtics            |
| 1975 | Golden State Warriors    | 4:0    | Washington Bullets        |
| 1976 | Phoenix Suns             | 2:4    | Boston Celtics            |
| 1977 | Portland Trail Blazers   | 4:2    | Philadelphia 76ers        |
| 1978 | Seattle SuperSonics      | 3:4    | Washington Bullets        |
| 1979 | Seattle SuperSonics      | 4:1    | Washington Bullets        |
| 1980 | Los Angeles Lakers       | 4:2    | Philadelphia 76ers        |
| 1981 | Houston Rockets          | 2:4    | Boston Celtics            |
| 1982 | Los Angeles Lakers       | 4:2    | Philadelphia 76ers        |
| 1983 | Los Angeles Lakers       | 0:4    | Philadelphia 76ers        |
| 1984 | Los Angeles Lakers       | 3:4    | Boston Celtics            |
| 1985 | Los Angeles Lakers       | 4:2    | Boston Celtics            |
| 1986 | Houston Rockets          | 2:4    | Boston Celtics            |
| 1987 | Los Angeles Lakers       | 4:2    | Boston Celtics            |
| 1988 | Los Angeles Lakers       | 4:3    | Detroit Pistons           |
| 1989 | Los Angeles Lakers       | 0:4    | Detroit Pistons           |
| 1990 | Portland Trail Blazers   | 1:4    | Detroit Pistons           |
| 1991 | Los Angeles Lakers       | 1:4    | Chicago Bulls             |
| 1992 | Portland Trail Blazers   | 2:4    | Chicago Bulls             |
| 1993 | Phoenix Suns             | 2:4    | Chicago Bulls             |
| 1994 | Houston Rockets          | 4:3    | New York Knicks           |
| 1995 | Houston Rockets          | 4:0    | Orlando Magic             |
| 1996 | Seattle SuperSonics      | 2:4    | Chicago Bulls             |
| 1997 | Utah Jazz                | 2:4    | Chicago Bulls             |
| 1998 | Utah Jazz                | 2:4    | Chicago Bulls             |
| 1999 | San Antonio Spurs        | 4:1    | New York Knicks           |
| 2000 | Los Angeles Lakers       | 4:2    | Indiana Pacers            |
| 2001 | Los Angeles Lakers       | 4:1    | Philadelphia 76ers        |
| 2002 | Los Angeles Lakers       | 4:0    | New Jersey Nets           |
| 2003 | San Antonio Spurs        | 4:2    | New Jersey Nets           |
| 2004 | Los Angeles Lakers       | 1:4    | Detroit Pistons           |
| 2005 | San Antonio Spurs        | 4:3    | Detroit Pistons           |
| 2006 | Dallas Mavericks         | 2:4    | Miami Heat                |
| 2007 | San Antonio Spurs        | 4:0    | Cleveland Cavaliers       |
| 2008 | Los Angeles Lakers       | 2:4    | Boston Celtics            |
| 2009 | Los Angeles Lakers       | 4:1    | Orlando Magic             |
| 2010 | Los Angeles Lakers       | 4:3    | Boston Celtics            |
| 2011 | Dallas Mavericks         | 4:2    | Miami Heat                |
| 2012 | Oklahoma City Thunder    | 1:4    | Miami Heat                |
| 2013 | San Antonio Spurs        | 3:4    | Miami Heat                |
| 2014 | San Antonio Spurs        | 4:1    | Miami Heat                |
| 2015 | Golden State Warriors    | 4:2    | Cleveland Cavaliers       |
| 2016 | Golden State Warriors    | 3:4    | Cleveland Cavaliers       |
| 2017 | Golden State Warriors    | 4:1    | Cleveland Cavaliers       |
| 2018 | Golden State Warriors    | 4:0    | Cleveland Cavaliers       |
| 2019 | Golden State Warriors    | 2:4    | Toronto Raptors           |
| 2020 | Los Angeles Lakers       | 4:2    | Miami Heat                |

1 nejedná se o původní název dnešních Washington Wizards, ale o již zaniklý tým.

## Týmy podle účasti ve finále NBA
V následující tabulce jsou týmy řazeny podle počtu účastí ve finále NBA. Pokud se tým zúčastnil finále pod více názvy, jsou tyto účasti sečteny u dnešního jména týmu a původní název uveden v poznámce.
| Počet účastí | Název týmu             | Výhry | Prohry | %     | Poznámky                                                        |
| ------------ | ---------------------- | ----- | ------ | ----- | --------------------------------------------------------------- |
| 31           | Los Angeles Lakers     | 17    | 15     | 51,6  | 5-1 jako Minneapolis Lakers                                     |
| 21           | Boston Celtics         | 17    | 4      | 81,0  |                                                                 |
| 11           | Golden State Warriors  | 6     | 5      | 54,5  | 2-1 jako Philadelphia Warriors, 0-2 jako San Francisco Warriors |
| 9            | Philadelphia 76ers     | 3     | 6      | 33,3  | 1-2 jako Syracuse Nationals                                     |
| 8            | New York Knicks        | 2     | 6      | 25,0  |                                                                 |
| 7            | Detroit Pistons        | 3     | 4      | 42,8  | 0-2 jako Fort Wayne Pistons                                     |
| 6            | Chicago Bulls          | 6     | 0      | 100,0 |                                                                 |
| 6            | San Antonio Spurs      | 5     | 1      | 83,0  |                                                                 |
| 5            | Miami Heat             | 3     | 2      | 60,0  |                                                                 |
| 5            | Cleveland Cavaliers    | 1     | 4      | 20,0  |                                                                 |
| 4            | Houston Rockets        | 2     | 2      | 50,0  |                                                                 |
| 4            | Atlanta Hawks          | 1     | 3      | 25,0  | 1-3 jako St. Louis Hawks                                        |
| 4            | Oklahoma City Thunder  | 1     | 3      | 25,0  | 1-2 jako Seattle SuperSonics                                    |
| 4            | Washington Wizards     | 1     | 3      | 25,0  | 0-1 jako Baltimore Bullets, 1-2 jako Washington Bullets         |
| 3            | Portland Trail Blazers | 1     | 2      | 33,3  |                                                                 |
| 2            | Dallas Mavericks       | 1     | 1      | 50,0  |                                                                 |
| 2            | Milwaukee Bucks        | 1     | 1      | 50,0  |                                                                 |
| 2            | New Jersey Nets        | 0     | 2      | 0,0   |                                                                 |
| 2            | Orlando Magic          | 0     | 2      | 0,0   |                                                                 |
| 2            | Phoenix Suns           | 0     | 2      | 0,0   |                                                                 |
| 2            | Utah Jazz              | 0     | 2      | 0,0   |                                                                 |
| 1            | Toronto Raptors        | 1     | 0      | 100,0 |                                                                 |
| 1            | Baltimore Bullets      | 1     | 0      | 100,0 | Tým ukončil činnost v roce 1954.1                               |
| 1            | Sacramento Kings       | 1     | 0      | 100,0 | 1-0 jako Rochester Royals                                       |
| 1            | Indiana Pacers         | 0     | 1      | 0,0   |                                                                 |
| 1            | Chicago Stags          | 0     | 1      | 0,0   | Tým ukončil činnost v roce 1950.                                |
| 1            | Washington Capitols    | 0     | 1      | 0,0   | Tým ukončil činnost v roce 1951.                                |

1 nejedná se o původní název dnešních Washington Wizards, ale o již zaniklý tým.